# Langelandia hypogea
Langelandia hypogea là một loài bọ cánh cứng trong họ Zopheridae. Loài này được Normand miêu tả khoa học năm 1936.